# Abracris flavolineata
Abracris flavolineata är en insektsart som först beskrevs av De Geer 1773.  Abracris flavolineata ingår i släktet Abracris och familjen gräshoppor. Inga underarter finns listade i Catalogue of Life.